# 约瑟夫·法吉斯
约瑟夫·法吉斯（英語：Joseph Fargis，1948年4月2日—），美国男子马术运动员。他曾代表美国参加1984年和1988年夏季奥林匹克运动会马术比赛，获得二枚金牌和一枚银牌。